# 扎克·布莱恩
扎卡里·莱恩·布莱恩（英語：Zachary Lane Bryan，1996年4月2日—）是美国乡村音乐唱作歌手。布莱恩在日本出生，后回到美国，在俄克拉荷马州乌洛加长大，后加入美国海军服役。他自2017年在YouTube上传音乐视频，其中他上传的《Heading South》的弹唱视频走红。布莱恩于2019年发布首张专辑《DeAnn》。2021年，他与华纳唱片签约。2022年，他发表专辑《American Heartbreak》，其中歌曲〈Something in the Orange〉成为美国热门单曲。2023年，他发表同名专辑《Zach Bryan》，专辑空降美国公告牌二百强专辑榜冠军；其中凯茜·马斯格雷夫斯伴唱的主打歌〈I Remember Everything〉空降公告牌百强单曲榜冠军，并获得第66屆葛萊美獎最佳乡村组合/团体表演奖项。

## 早年生活
布莱恩出生于日本冲绳，因为当时他的父母是驻外美军；他后来回到美国，在俄克拉荷马州乌洛加长大。布莱恩的父母是德韦恩·布莱恩（Dewayne Bryan）和安妮特·德安·布莱恩（Annette DeAnn Bryan），他还有个姐妹名为麦肯齐（Mackenzie）。布莱恩延续家族传统，17岁时便入伍海军。他从14岁起就开始写歌，并在服役的空闲期间写歌自娱自乐。

## 音乐事业
布莱恩自2017年起在YouTube上传视频，他的朋友用手机拍下他弹唱的视频上传到网站上。其中，他发布的自创歌曲《Heading South》的弹唱视频走红网络。
布莱恩的首张专辑《DeAnn》于2019年8月24日发布，这张专辑是献给他已故的母亲的。专辑的创作用了两个月时间，在布莱恩朋友位于佛罗里达的Airbnb中录制完成。第二张专辑《Elisabeth》于2020年5月8日发布，他在华盛顿他家后面的一个改造过的谷仓里录制了这张专辑。
2021年4月10日，布莱恩在Grand Ole Opry举行了首次表演。之后，他与华纳唱片签约。10月14日，他宣布从海军退役，追求音乐事业，之后将会举行Ain't For Tamin'巡演。
布莱恩的第三张专辑《American Heartbreak》于2022年5月20日发布，这也是他在主流唱片公司旗下发布的首张专辑。专辑在公告牌二百强专辑榜最高排名第五，首周售出7万专辑等价单位，是当年乡村专辑的最高纪录。7月15日，他发布了EP《Summertime Blues》。圣诞节，布莱恩发布了在红岩剧场录制的现场专辑《All My Homies Hate Ticketmaster》。
布莱恩的第四张专辑《Zach Bryan》于2023年8月25日发布，专辑空降美国公告牌二百强专辑榜冠军；其中凯茜·马斯格雷夫斯伴唱的主打歌〈I Remember Everything〉空降公告牌百强单曲榜冠军。

## 音乐作品
录音室专辑
- 《DeAnn》（2019年）
- 《Elisabeth》（2020年）
- 《American Heartbreak》（2022年）
- 《Zach Bryan》（2023年）
- 《The Great American Bar Scene》(2024年）

现场专辑
- 《All My Homies Hate Ticketmaster (Live from Red Rocks)》（2022年）

EP
- 《Quiet, Heavy Dreams》（2020年）
- 《Summertime Blues》（2022年）
- 《Boys of Faith》（2023年）

## 奖项与提名
格莱美奖
| 年份 | 奖项                  | 提名内容                    | 结果 |
| ---- | --------------------- | --------------------------- | ---- |
| 2023 | 最佳乡村个人表演      | 《Something in the Orange》 | 提名 |
| 2024 | 最佳乡村专辑          | 《Zach Bryan》              | 提名 |
| 2024 | 最佳乡村歌曲          | 《I Remember Everything》   | 提名 |
| 2024 | 最佳乡村组合/团体表演 | 《I Remember Everything》   | 獲獎 |

乡村音乐学院奖
| 年份 | 奖项       | 提名内容 | 结果 |
| ---- | ---------- | -------- | ---- |
| 2023 | 年度男新人 |          | 獲獎 |

乡村音乐协会奖
| 年份 | 奖项     | 提名内容 | 结果 |
| ---- | -------- | -------- | ---- |
| 2023 | 年度新人 |          | 提名 |